# 中华列当
中华列当（学名：Phelipanche mongolica）为列当科小苞列当属下的一个种。种名mongolica意为蒙古的。